# Gilgamesh
Pour les articles homonymes, voir Gilgamesh (homonymie).
Gilgamesh (prononcé : /ɡil.ɡa.mɛʃ/ ; en akkadien romanisé : Gilgameš), ou Bilgamesh dans les textes sumériens anciens, est un personnage héroïque de la Mésopotamie antique, roi légendaire de la cité d'Uruk, et un dieu des Enfers dans la religion mésopotamienne.  
Les textes mésopotamiens le présentent comme un grand homme du passé, un roi hors normes qui aurait accompli des exploits remarquables, doté d'une grande force physique et d'une grande sagesse. Il est souvent associé à la mort et au monde des défunts, que ce soit lors de ses aventures en tant qu'être humain, notamment sa quête infructueuse de l'immortalité ou après sa mort quand il devient une divinité du monde infernal. Il joue un grand rôle dans le gouvernement des morts et les rituels qui les concernent. On ignore si un personnage historique de ce nom a bien existé, aucune confirmation n'ayant été trouvée dans les textes antiques. Il pourrait s'agir d'un roi d'Uruk aux accomplissements mémorables, qui serait entré dans le domaine du mythe et aurait fait l'objet d'un culte après sa mort.
Gilgamesh est surtout le personnage principal de plusieurs récits épiques. Ces textes oubliés après la fin de la civilisation mésopotamienne ont été redécouverts lors des fouilles archéologiques dans cette région. Le plus célèbre est l’Épopée de Gilgamesh, qui a rencontré un grand succès durant la haute Antiquité. C'est de nos jours l'un des textes les plus connus de la Mésopotamie antique, de par son statut de récit épique des plus anciens. Il aborde des thèmes « universels » comme la gloire, l'amour, la mort et la quête de l'immortalité. Il a conféré une certaine notoriété à son héros, qui est une des figures de cette civilisation les plus reprises dans des œuvres modernes, qu'il s'agisse de littérature, d'arts plastiques, de théâtre, d'œuvres télévisuelles ou de jeux vidéos.

## Nom et étymologie
Le nom de Gilgamesh utilisé de nos jours vient de sa variante akkadienne Gilgameš. Mais dans les textes sumériens, notamment les plus anciens à faire figurer ce personnage, il apparaît sous la forme Bilgames ou Bilgameš. Il est donc généralement considéré que la forme originale de son nom est Bilgamesh,,. Durant la longue histoire de l'écriture cunéiforme, il y a plusieurs manières de transcrire ce nom dans cette écriture, derrière lesquelles se trouvent sans doute plusieurs légères variantes phonétiques, notamment dans les régions où on ne parlait ni sumérien, ni akkadien (Syrie, Anatolie).
Plusieurs étymologies ont été proposées pour ce nom. J.-J. Glassner présente ainsi le problème : « Le nom de Gilgamesh se composait de deux mots de la langue sumérienne : l'un était « bilga », l'autre « mes ». Il existait deux mots bilga, l'un signifiant le « fruit frais » ou le « rejeton », l'autre l'« ancêtre ». De même, il existait deux mots mes, l'un signifiant « mâle vigoureux », l'autre désignant une essence d'arbre réputée faire la chair des dieux ou des rois. » Cela offre plusieurs possibilités de compréhension du sens de ce nom, qui suscitaient déjà des réflexions chez les scribes mésopotamiens, férus de jeux de mots et de réflexions étymologiques (qui devaient révéler l'essence des choses nommées) : « le rejeton est un mâle vigoureux », « l'ancêtre est un mâle vigoureux » (ou « l'ancêtre est un héros »), « le fruit frais de l'arbre mes », ou encore « l'ancêtre de l'arbre mes ».

## Un personnage humain et divin

### Un «demi-dieu» mésopotamien

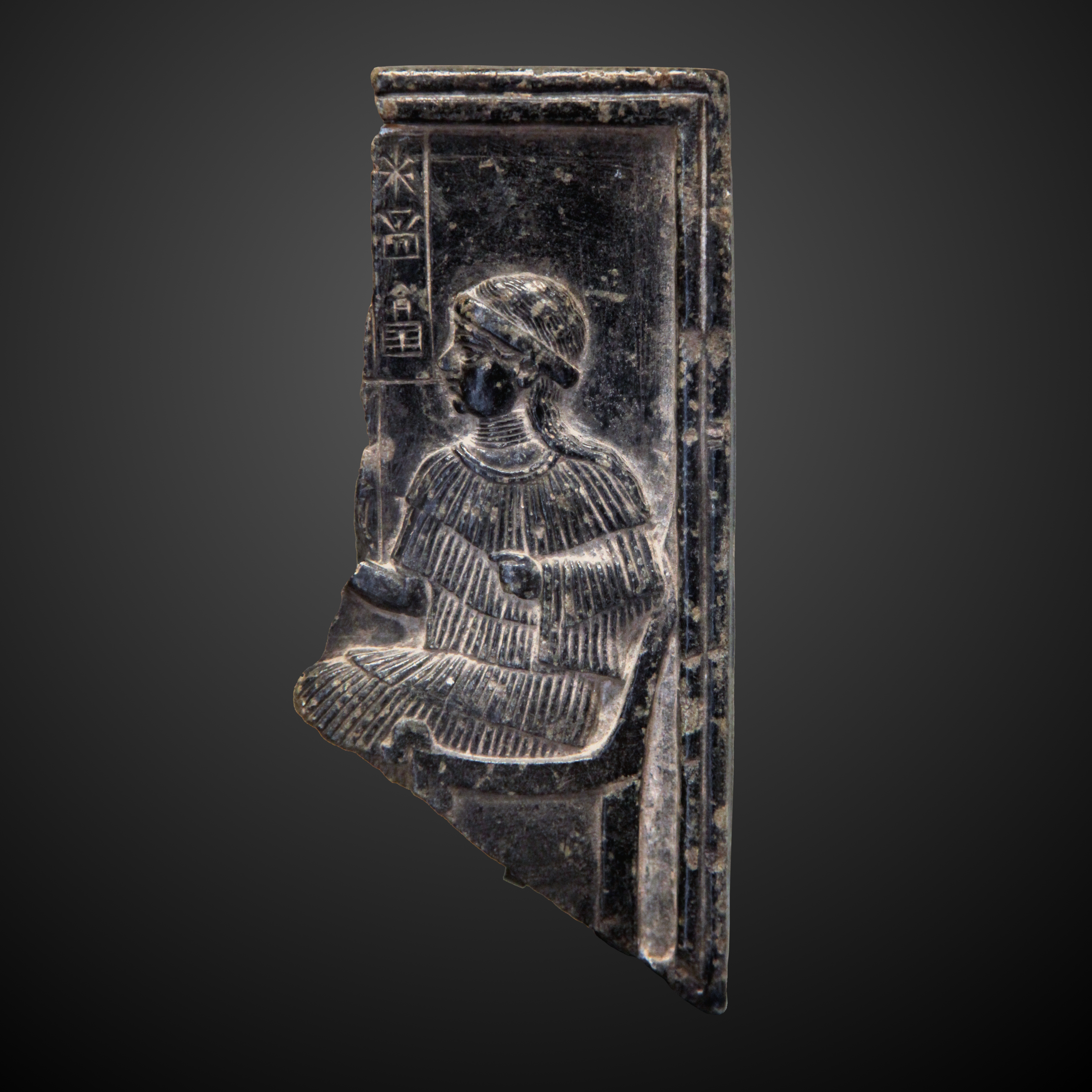
Bas-relief représentant la déesse Ninsun, mère de Gilgamesh selon l'Épopée, période néo-sumérienne (fin du IIIe millénaire).

Gilgamesh est généralement présenté comme le descendant d'un être surnaturel ou d'une divinité, les spécialistes modernes parlant souvent de lui comme un « demi-dieu ». De fait, le prologue de la version standard de l'Épopée de Gilgamesh propose une proportion de deux tiers divin pour un tiers humain. Ce statut rappelle les « demi-dieux » (hemitheoi) des textes grecs, mais met un point d'honneur à indiquer que la part divine prend le dessus, avec deux fois plus de divin que d'humain. Le passage mentionne d'ailleurs le fait que les dieux ont façonné son allure :
(Ce) Gilgamesh,

Dès sa naissance,

Était prestigieux !

Dieu aux deux tiers,

Pour un tiers homme,

La forme de son corps,

Mah l'avait dessinée,

Elle en avait agencé la figure.
— Épopée de Gilgamesh, tablette I de la version standard, trad. J. Bottéro.
Le prologue de la version hittite de l'Épopée est la seule à mentionner la naissance de son héros. Gilgamesh aurait été créé par les grands dieux, notamment le dieu Soleil et le dieu de l'Orage, qui lui donnent force et courage. Il est grand de onze coudées, soit environ 5,50 mètres, et large de neuf empans, soit environ 2 mètres.
La part divine de Gilgamesh est apportée au moins par sa mère, la déesse Ninsun, la « bufflonne ». C'est une déesse majeure dans le panthéon d'Uruk, que la tradition locale reconnaît comme l'épouse du roi Lugalbanda. Celui-ci est souvent considéré comme le père de Gilgamesh, mais ce n'est pas toujours explicite dans les textes, et dans quelques cas il est présenté comme son dieu protecteur. Lui aussi est un personnage de statut divin et protagoniste de récits épiques. Dans la Liste royale sumérienne, Gilgamesh est présenté alternativement comme la progéniture d'un démon-lilū (une sorte de fantôme ou d'incube ?), ce qui semble renvoyer à une tradition de parenté obscure. Le même texte lui attribue un fils qui lui succède sur le trône d'Uruk, un certain Ur-Nungal/Ur-lugal,,.

### Un roi légendaire d'Uruk
La tradition mésopotamienne voit en Gilgamesh un antique roi de la prestigieuse cité d'Uruk, implantée dans le sud du pays. Qu'elle ait des fondements historiques ou non (voir plus bas), cette connexion remonte au moins au temps de la troisième dynastie d'Ur (XXIe siècle av. J.-C.), puisqu'elle est faite dans un hymne du roi Shulgi, et est en particulier présentée dans la version de la Liste royale sumérienne du XIXe siècle av. J.-C. Ce texte donne une succession de dynasties supposées avoir régné sur la Mésopotamie. Le sixième roi  de la dynastie d'Eanna (le quartier sacré d'Uruk) est « le divin Gilgamesh, dont le père est un lillu (démon), En (seigneur) de Kulaba (quartier d'Uruk), (qui) régna 126 ans. » Les différents textes documentant son rôle de roi d'Uruk présentent des divergences et contradictions. Mais dans plusieurs cas il apparaît comme le vainqueur de la cité rivale de Kish, ayant eu pour adversaire soit Enmebaragesi, soit Agga, et donc comme celui qui a mis fin à la domination de cette dernière et assuré la suprématie d'Uruk. Cela renvoie à une rivalité historique entre ces deux cités, les principales puissances du sud mésopotamien durant la première partie du IIIe millénaire av. J.-C.,. 
Il n'est donc guère étonnant que plusieurs souverains liés à Uruk aient cherché à se rattacher à cette figure légendaire pour conforter leur légitimité. Le récit de la victoire d'Utu-hegal d'Uruk contre Tiriqan du Gutium (v. 2120 av. J.-C.) rapporte que le premier a reçu l'aide de plusieurs dieux, dont « Bilgamesh, fils de Ninsun ». Directement après lui vient la troisième dynastie d'Ur, fondée par Ur-Namma, qui est peut-être son propre frère, ce qui ferait d'Uruk le berceau de ce qui allait devenir pendant un siècle la puissance dominant la Mésopotamie. La littérature produite par la cour de Shulgi (v. 2094-2047), le fils d'Ur-Namma, s'appuie à plusieurs reprises sur la figure de Gilgamesh et des autres rois légendaires d'Uruk, Enmerkar et Lugalbanda. Le texte de La mort d'Ur-Namma présente celui-ci comme le frère de Gilgamesh et fils de Ninsun, et un hymne à Shulgi (Shulgi O) fait de ce roi le « frère-ami » de Gilgamesh et célèbre leur proximité. Ce texte fait référence à Gilgamesh comme un grand guerrier et un aventurier, évoquant la défaite de Kish et d'autres pays ennemis, l'expédition contre Huwawa, peut-être aussi son voyage auprès du héros du Déluge (Ziusudra dans la tradition sumérienne). Shulgi chercherait à s'inclure dans la famille de Gilgamesh en raison de ses propres origines urukéennes, mais aussi parce qu'il revendique le statut divin, qui est conforté par sa parenté fictive avec Ninsun et Gilgamesh. La Chronique de Tummal, qui rapporte les différents rois ayant restauré le temple d'Enlil à Nippur et celui de son épouse Ninlil à Tummal avant qu'Ur-Namma et Shulgi ne le fassent à leur tour, présente Gilgamesh comme un des restaurateurs du second,.
La connexion entre Uruk et Gilgamesh est également présente dans une tradition qui en fait le bâtisseur des formidables murailles qui protégeaient cette cité. Anam, un roi d'Uruk ayant régné vers 1821-1817 av. J.-C., commémore les travaux qu'il entreprend sur cette construction en faisant référence au fait qu'elles ont été construites en premier par Gilgamesh,. La complémentarité entre Gilgamesh et ces remparts est évoquée dans un passage du récit sumérien Gilgamesh et Agga, quand le roi monte sur la muraille pour susciter l'effroi de ses adversaires, les troupes d'Agga de Kish :
Uruk, chef-d'oeuvre des dieux,

l'Eanna, temple descendu du ciel,

ce sont les grands dieux qui en ont fixé les plans.

Son grand rempart, nuage à fleur de terre, 

sa demeure sublime, fondation d'Anu,

c'est toi qui en as soin, toi, vaillant roi,

tête splendide, prince chéri d'Anu :

comment peux-tu trembler à son approche (celle d'Agga) ?

Son avant-garde est insignifiante : elle se dispersera ;

ses gens ne pourront pas naviguer à la rame.
— Gilgamesh et Agga, trad. R. J. Tournay et A. Schaffer.
L’Épopée de Gilgamesh reprend le thème de la construction des murailles d'Uruk par Gilgamesh. Elle ajoute le fait que leurs fondations ont été tracées par les légendaires Sept Sages, et leur fait jouer un rôle dans le prologue et dans l'épilogue du récit, permettant de lui donner une conclusion apaisée et optimiste, puisque c'est après les travaux que le roi fait inscrire le récit de ses exploits. Uruk, symbolisée par ses murailles, est le modèle idéal de la ville, aux proportions harmonieuses, amenée à devenir le lieu de refondation de l'humanité,.
Monte, Ur-Shanabi,

Déambuler sur les remparts d’Uruk !

Considère ce soubassement,

Scrutes-en les fondations !

Tout cela n'est-il pas de la brique cuite ?

Et les Sept Sages en personne,

N'en ont-ils pas jeté les fondations ?

Trois cents hectares de ville

Autant de jardins,

Autant de terre vierge :

C'est l'apanage du temple d'Ishtar :

(Avec ces) milles hectares, tu couvres du regard

L'(entier) domaine d'Uruk.
— Épopée de Gilgamesh, tablette XI de la version standard, trad. J. Bottéro.
.
Gilgamesh apparaît encore en tant que roi dans des listes de présages dits « historiques » de la divination par les entrailles d'animaux (hépatoscopie), datés du IIe et du Ier millénaire, aux côtés d'autres rois légendaires ou de figures historiques entrées dans la légende, comme Sargon d'Akkad. Gilgamesh y est évoqué en tant que roi puissant et personnage sans égal, et plusieurs de ses exploits sont rappelés,. Une composition tardive, la Lettre de Gilgamesh, relève de la tradition des lettres apocryphes de rois mésopotamiens des temps anciens. Comme son nom (moderne) l'indique, ce texte se présente sous la forme d'une missive adressée par Gilgamesh à un roi étranger qui est dans une position subalterne, lui demandant de fournir en tribut d'énormes quantités d'animaux et de biens précieux, sous la menace de représailles. Comme dans les présages, Gilgamesh est ici un « roi puissant qui n'a pas de rival », donc un souverain exerçant l'hégémonie sur le monde. Mais il y est évoqué de manière anormale comme le roi d'Ur et non d'Uruk,.

### Une divinité liée aux Enfers

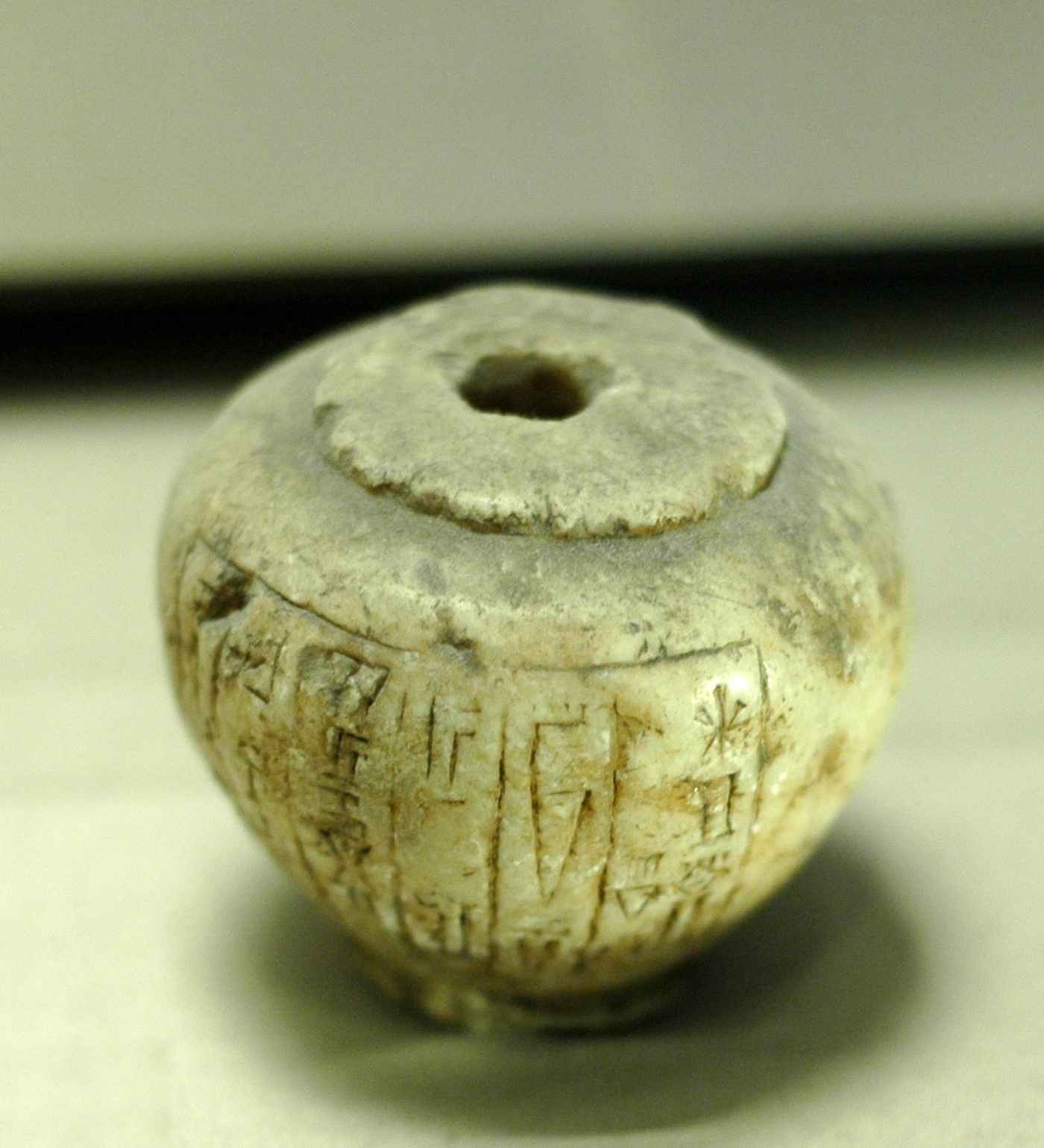
Masse d'armes vouée au dieu Gilgamesh, Girsu, période d'Ur III (c.).

Dans les sources mésopotamiennes, le Gilgamesh humain coexiste avec un Gilgamesh divin, et les deux s'entremêlent souvent. La plus ancienne mention du dieu Gilgamesh/Bilgamesh se trouve dans une liste de divinités mise au jour sur le site de Fara, l'antique Shuruppak, datée sur XXVIe siècle av. J.-C. Vers la même période, des têtes de masses d'armes en pierre lui sont vouées par des individus. Son culte, et donc sa supposée divinité, remontent donc au moins au milieu du IIIe millénaire av. J.-C. Il apparaît ensuite dans des listes divines du IIe millénaire av. J.-C., dont la plus courante est An = Anum. Son rang dans ces listes, certes non fixe, le place toujours après les grandes divinités mésopotamiennes, donc dans la catégorie des divinités dites mineures ou secondaires, dans plusieurs cas en association à des divinités infernales. Il ne semble avoir occupé un rang majeur dans le panthéon officiel que durant les règnes des souverains de la troisième dynastie d'Ur, au XXIe siècle av. J.-C., qui se sont approprié sa figure pour renforcer leur légitimité (voir plus haut).
Le dieu Gilgamesh est rattaché à la sphère des divinités infernales, d'après plusieurs listes divines. Dans les archives de Girsu, datées du XXIVe siècle av. J.-C., il bénéficie de sacrifices, notamment lors d'une fête religieuse liée au monde des morts. Il dispose même d'un lieu de sacrifice appelé « quai de Bilgamesh » (GÚ DBÌL.ÀGA.MES). Son culte est encore attesté à l'époque de la troisième dynastie d'Ur. Le roi Ur-Namma voue un vase au dieu « Bilgamesh d'Ennedi », une localité qui sert de lieu de culte à des divinités infernales (dont Ninazu). Des textes administratifs mentionnent des offrandes à Gilgamesh faites à Girsu, à Uruk et à Nippur. Dans cette dernière, il fait partie des divinités rattachées au sanctuaire du grand dieu Ninurta. Son culte est encore attesté à Nippur à l'époque paléo-babylonienne (v. 1900-1700), parce que des champs sont dédiés à lui fournir des offrandes. Après cette période, il n'y a quasiment plus de traces d'un culte de Gilgamesh. Le texte surnommé Astrolabe B, qui liste des fêtes à célébrer chaque mois (ménologue), dit dans une entrée concernant le cinquième mois Abu : « Mois de Gilgamesh : durant neuf jours les jeunes hommes combattent sur leurs seuils dans des matchs de lutte et des épreuves de force. » Neuf jours est la durée conventionnelle des rites aux défunts, et les combats sont sans doute une référence à l'affrontement entre Gilgamesh et Enkidu sur le seuil de la maison de mariés dans l'Épopée. Une référence à ces rites se trouve également dans le texte La mort de Gilgamesh, qui prescrit de vénérer particulièrement Gilgamesh lors de la fête NE.NE.GAR de l'« allumage de tous les feux ». Les feux qui étaient alors allumés sous les auspices de Gilgamesh, représenté par sa statue, devaient permettre aux esprits des ancêtres de retrouver leurs anciennes demeures et leurs descendants qui y vivent, avant de s'en retourner dans l'au-delà sous la surveillance du dieu,,. Gilgamesh apparaît également dans plusieurs textes rituels, son nom étant invoqué dans des incantations magiques, parmi ceux de divinités infernales. Il joue un rôle dans des exorcismes visant à conjurer des maux apportés par des spectres, en tant que divinité ayant autorité sur les résidents des Enfers.
La littérature mésopotamienne fait constamment référence au lien entre Gilgamesh et la mort, et par là au monde infernal, qu'il soit explicitement considéré comme une divinité infernale ou simplement comme un humain obsédé par l'idée de la mort et intéressé par le sort des défunts,. Deux mythes sumériens tournent autour de ce sujet : La mort de Gilgamesh et Gilgamesh, Enkidu et les Enfers. Le premier comporte la promesse que le roi, au seuil de la mort et terrifié par celle-ci, deviendra une divinité des Enfers après avoir trépassé. Le second montre Enkidu, prisonnier des Enfers, expliquer à un Gilgamesh curieux quel sont les sorts des défunts dans l'Au-delà. L'Épopée de Gilgamesh est quant à elle bâtie autour de la quête de Gilgamesh pour éviter la mort. Dans sa version finale est rajoutée une douzième tablette reprenant le mythe de Gilgamesh, Enkidu et les Enfers, ce qui peut être compris comme une manière de le relier encore plus à la destinée des mortels et au domaine des morts, voire au culte des défunts. Dans le texte sumérien appelé Chant de la houe, Gilgamesh est même présenté comme le frère du grand dieu infernal Nergal.
Plus précisément, plusieurs textes semblent indiquer que Gilgamesh joue le rôle de juge des Enfers. Sa fonction est détaillée dans un hymne qui lui est dédié, qui précède un rituel magique l'invoquant, avec le dieu-soleil Shamash :
Gilgamesh, roi parfait, juge des Anunnaku,

Prince réfléchi, entrave des gens,

Qui scrutes les contrées, intendant de la Terre, Seigneur du monde d'en bas,

Tu es juge et comme un dieu tu examines ;

Tu te tiens dans la Terre, tu juges sans appel ;

Ton jugement est immuable, on ne méprise pas ta parole ;

Tu interroges, tu scrutes, tu juges, tu examines et tu mets en bon ordre.

Shamash a confié sentence et décision à ta main ;

Les rois, les gouverneurs et les princes sont agenouillés devant toi,

Tu examines leurs oracles, tu prononces (des) décision(s) pour eux. (...)
— Hymne à Gilgamesh, trad. M.-J. Seux.
Cette fonction de juge infernal reste à expliciter dans la mesure où il ne semble pas y avoir de croyance en un jugement après la mort en Mésopotamie. Le tribunal qu'il dirige serait plutôt destiné à juger des affaires liées seulement au monde des morts. Le texte appelé la Mort d'Ur-Namma le présente également comme le « roi des Enfers », et plusieurs autres textes semblent en faire une divinité participant au gouvernement du monde infernal, aux côtés d'autres, notamment Ningishzida et Dumuzi. Gilgamesh apparaît aussi parfois comme le rôle de batelier des Enfers, un équivalent du Charon grec, bien que ce rôle soit généralement attribué à un autre, Humut-tabal. Les rituels dans lesquels Gilgamesh reçoit des offrandes semblent en tout cas bien lui conférer un rôle dans le voyage des « âmes » du monde des vivants à celui des morts.

### Un personnage historique?
Il est courant de trouver dans les ouvrages spécialisés que Gilgamesh est un personnage qui a probablement existé, avant d'être « héroïsé » puis divinisé par les générations suivantes,. Plusieurs spécialistes estiment qu'il s'agit bien d'un personnage réel ayant vécu vers 2700-2600 av. J.-C., ce qui tombe dans la période des dynasties archaïques II, qui correspondrait alors à une sorte d'« âge héroïque » de la Mésopotamie. Le roi d'Uruk aurait alors rapidement acquis un statut de héros et de dieu, et dont la vie (notamment ses exploits martiaux, voire la construction de la muraille) serait dans une certaine mesure à l'origine des récits qui le mettent en scène,.
L'argument traditionnellement avancé pour appuyer la réalité historique du dieu est sa présence dans la Liste royale sumérienne, un texte historiographique se présentant comme une liste de rois ayant régné depuis les origines des temps. Gilgamesh y figure parmi d'autres rois associés à Uruk par la tradition mésopotamienne : Enmerkar, Lugalbanda, Dumuzi le pêcheur. Les opinions actuelles concernant ce texte, plus ou moins sceptiques, s'accordent tout de même à considérer qu'il s'agit pour l'essentiel d'une présentation d'un passé mythifié. Ce n'est donc pas un document historique fiable en tant que tel, sauf pour les derniers règnes effectivement confirmés par d'autres sources écrites, mais il peut tout de même contenir par endroits le souvenir d'anciens rois ayant effectivement existé. Gilgamesh tombe dans la catégorie des rois dont l'existence est douteuse, sans forcément être complètement fictive. Enmebaragesi, un des rois de la dynastie de Kish précédant celle de Gilgamesh, est connu par des inscriptions de son époque, et a donc vécu avec certitude, ce qui conforte selon certains l'idée que Gilgamesh a vraiment existé,. On a également souligné que la rivalité entre Uruk et Kish évoquée par cette tradition épique est plausible, étant donné qu'il s'agit bien de deux des principales cités de Basse Mésopotamie durant la période des dynasties archaïques. L'archéologie a du reste montré que les murailles d'Uruk, construites par Gilgamesh selon la tradition locale, ont bien un niveau originel remontant à cette période, bâti avec les briques « plano-convexes » caractéristiques de celle-ci.
Il manque donc une preuve déterminante de la réalité de l'existence de Gilgamesh,,,. Il rentre de ce fait dans la catégorie des personnages « semi-légendaires », apparaissant comme des héros mythifiés, dont les légendes semblent comprendre un noyau historique. Mais quant à déterminer quelles sont les parts respectives des faits réels et des légendes, si un roi de ce nom a bien vécu avant d'être divinisé, ou encore s'il s'agit d'un amalgame entre différents personnages, ces questions restent posées. Une problématique similaire concerne le dieu Dumuzi, qui apparaît comme Gilgamesh dans la Liste royale sumérienne en tant que roi des temps anciens, mais sous deux aspects, Dumuzi le pêcheur et Dumuzi le berger. Selon A. George, « il semble probable qu'il y ait eu autrefois un roi Bilgamesh à Uruk, tout comme il a pu y avoir un véritable roi Arthur en Grande-Bretagne. Mais le Gilgamesh des traditions épiques est un personnage littéraire, auquel se sont agrégées de nombreuses traditions originellement disparates. Il est vain d'espérer trouver dans l'histoire un tel héros de légende. »

## Le premier héros: l'Épopéeet les exploits de Gilgamesh
Gilgamesh est le protagoniste de plusieurs récits épiques mésopotamiens, qui comptent parmi les plus anciens provenant de cette civilisation. Son Épopée est l'un des plus populaires, si on en juge par le nombre de copies retrouvées et leur large diffusion au Proche-Orient. Il est donc traditionnellement présenté, aux côtés d'autres personnages principaux de récits semblables, comme un « héros » mésopotamien (ou sumérien), le plus important d'entre eux en raison de la popularité de son Épopée, si ce n'est comme le « premier des héros d'action », ou du moins le « premier héros littéraire »,. Ici la notion de « héros » renvoie à une définition moderne, celle d'un personnage qui accomplit des exploits dignes d'être gardés dans les mémoires, en particulier des exploits guerriers.

### Les premiers récits épiques sur Gilgamesh

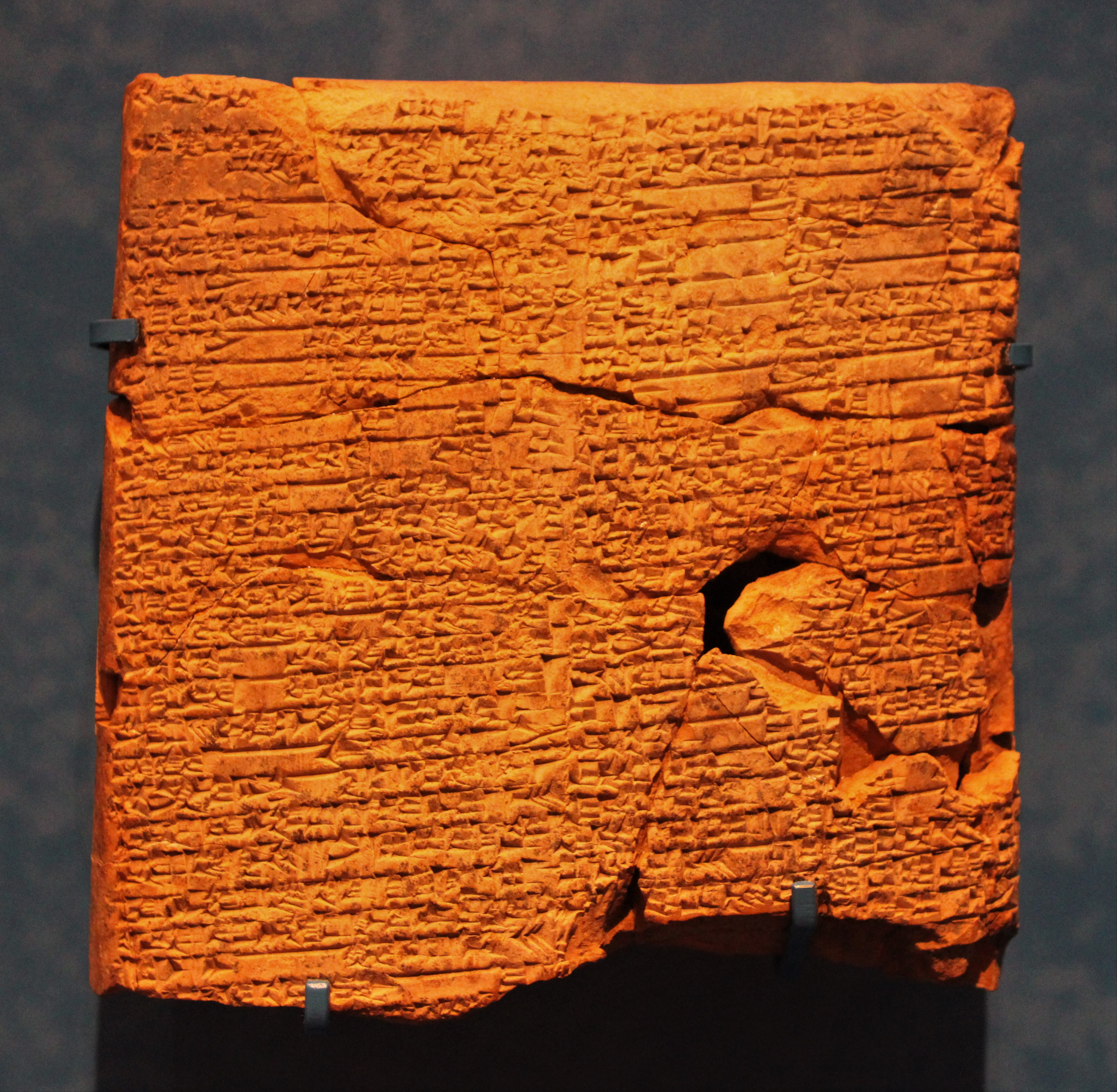
Tablette avec le récit Gilgamesh et Huwawa. Ashmolean Museum.

Plusieurs récits épiques rédigés en sumérien racontent des aventures de Gilgamesh en tant que roi d'Uruk, accomplissant des exploits mémorables. Ils sont contemporains des plus anciens fragments connus de la première version akkadienne de l’Épopée, mais on estime que leur contexte de rédaction original est celui de la « littérature de cour » de la troisième dynastie d'Ur (ou Ur III, v. 2112-2004 av. J.-C.). Cela en raison de la volonté des souverains de cette dynastie, en particulier Shulgi, de se rattacher à la figure prestigieuse de Gilgamesh, et plus généralement aux anciens rois d'Uruk. En effet, ces récits font partie d'une sorte de cycle épique sur les rois « semi-légendaires » d'Uruk, comprenant aussi Enmerkar et Lugalbanda, le père de Gilgamesh selon cette tradition, constituant un « âge héroïque » de la Mésopotamie antique,.
La tradition liée à Gilgamesh est celle dont le plus d'œuvres sumériennes nous sont parvenues, renvoyant à ses exploits guerriers héroïques mais aussi à son obsession de la mort.
- Gilgamesh et Agga raconte l'affrontement du roi d'Uruk avec Agga, roi de la cité voisine de Kish. Ce dernier demande la soumission d'Uruk, mais Gilgamesh convainc l'assemblée des jeunes guerriers de partir au combat, alors que les Anciens de la ville sont pour la soumission. Uruk est assiégée, mais l'intervention de Gilgamesh fait pencher le combat en sa faveur. Agga est capturé, mais Gilgamesh, magnanime, le laisse repartir à Kish. Ce récit fait donc l'éloge du roi-guerrier idéal et de la cité d'Uruk[66].
- Gilgamesh et le Taureau céleste commence par les avances de la déesse Inanna à Gilgamesh, qui les repousse, suivant les conseils que lui a prodigué sa mère Ninsun. Pour se venger, la déesse se rend auprès de son père, le dieu céleste An, pour qu'il lâche le Taureau céleste, un monstre gigantesque, dans les rues d'Uruk afin de ravager la ville. Alors qu'il est au milieu d'un banquet, le ménestrel de Gilgamesh l'informe de l'imminence de la catastrophe. Il part au combat avec l'aide de son serviteur Enkidu, Gilgamesh parvient à terrasser la bête. Le roi a donc gagné par la lutte le droit de rendre la justice, mais le texte se conclut par un banquet envers la déesse[67].

L'homme de guerre, je vais chanter son chant.

Le seigneur Gilgamesh, l'homme de guerre, je vais chanter son chant.

Le seigneur à la barbe très noire, l'homme de guerre, je vais chanter son chant.

L'(homme) aux membres bien proportionnés, l'homme de guerre, je vais chanter son chant.

L'épanoui, le velu(?), l'homme de guerre, je vais chanter son chant.

Le pourfendeur des méchants, l'homme de guerre, je vais chanter son chant.
— Gilgamesh et le Taureau céleste, hymne introductif, trad. A. Cavigneaux et F. al-Rawi.
- Gilgamesh et Huwawa, connu par deux versions (surnommées version A et version B), commence par le souhait du roi d'accomplir un exploit que personne n'oubliera. Il décide de se rendre dans la forêt de Cèdres, située dans une contrée lointaine, pour vaincre le maître des lieux, le terrible géant Huwawa (Humbaba). Ce dernier étant protégé par diverses auras terrifiantes, Gilgamesh se présente à lui avec des paroles amicales, lui promettant notamment la main de ses sœurs. Alors que le monstre est amadoué et baisse sa défense, Gilgamesh le frappe, et son serviteur Enkidu le capture. Comme le roi hésite à l'achever, Enkidu le fait lui-même. Cet acte provoque la colère du grand dieu Enlil, qui récupère les auras d'Huwawa et les donne à d'autres[69].
- Gilgamesh, Enkidu et les Enfers, voit Enkidu descendre aux Enfers à la demande de Gilgamesh, pour y chercher les insignes de royauté donnés par Inanna au roi, que celui-ci y a laissé tomber. Enkidu est alors retenu aux Enfers, mais son esprit revient raconter à Gilgamesh ce qui se passe dans le royaume des morts, en particulier sur les conditions d'existence des défunts. Ce récit est repris dans la douzième tablette de la version de Ninive de l’Épopée de Gilgamesh[70],[71].
- La Mort de Gilgamesh est un récit mal conservé de l'agonie du héros, auquel les dieux confèrent le rôle de juge des morts, qui comprend également une description de ses funérailles[72].

Ces différents récits ont des échos dans d'autres textes, connus par des copies de la première moitié du IIe millénaire av. J.-C. qui font des allusions aux exploits de Gilgamesh, notamment ses victoires contre les rois de Kish et contre Huwawa : l'hymne que lui dédie Shulgi, les présages « historiques », ou encore la « Ballade des héros des temps jadis » composée sous le roi babylonien Abi-eshuh (1711-1684 av. J.-C.),. Les textes de la période dessinent l'image d'un personnage héroïque aux multiples accomplissements, dont des voyages remarquables tels que le franchissement de montagnes et la traversée de vastes étendues maritimes, ou encore le creusement de puits là où il n'y avait pas d'eau. C'est dans ce contexte et à partir de ces différents matériaux épiques qu'est rédigée la première mouture de l’Épopée de Gilgamesh.

### L'Épopée de Gilgamesh

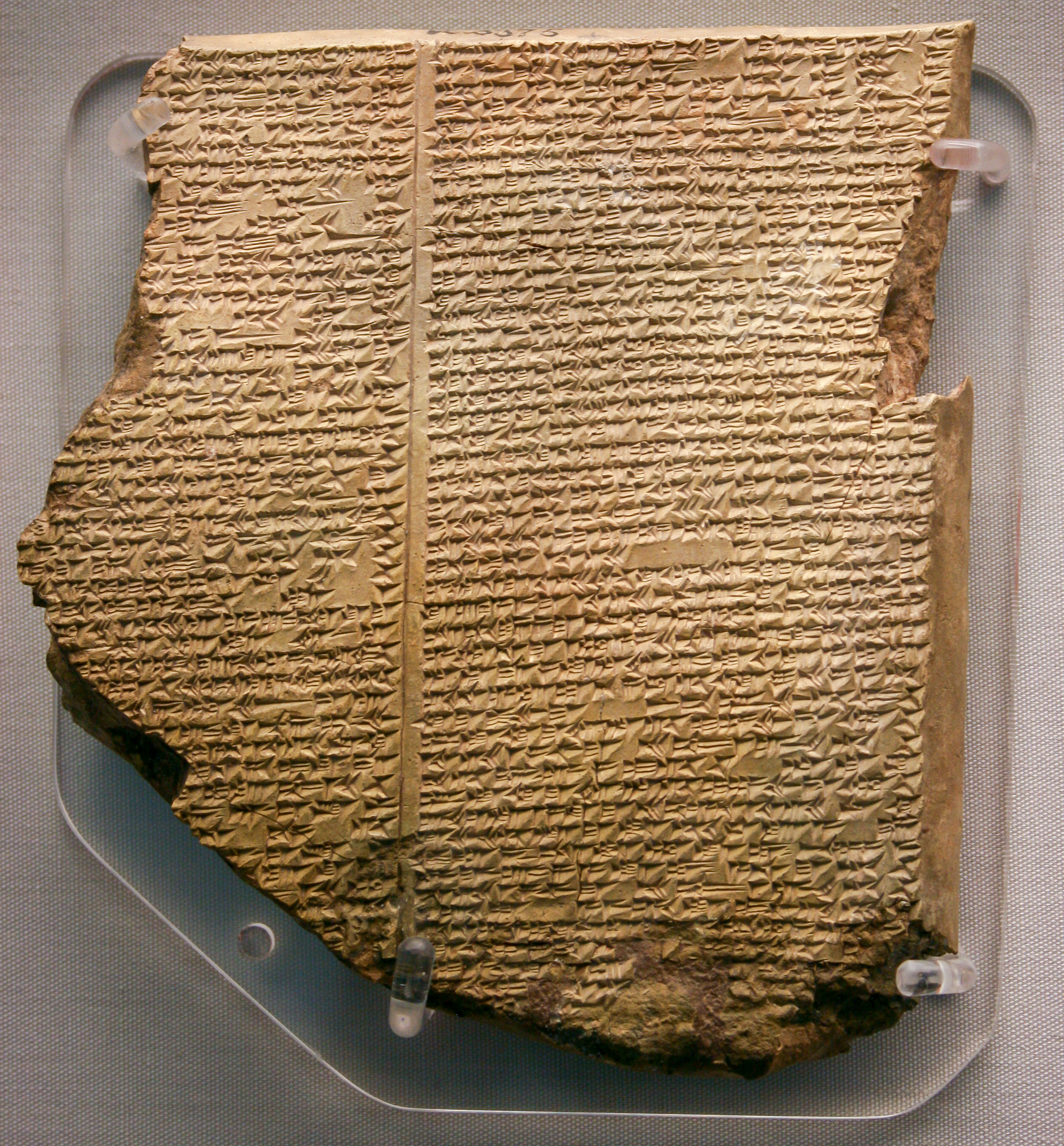
Tablette de la version ninivite de l'Épopée de Gilgamesh.

Le début du IIe millénaire av. J.-C. voit le début de la rédaction de récits en akkadien mettant en scène Gilgamesh, qui aboutissent finalement à l'élaboration d'un seul récit massif, appelé Épopée de Gilgamesh par ses traducteurs contemporains. Elle rencontre un très grand succès dans tout le Proche-Orient ancien : des versions sont retrouvées jusqu'à Ugarit et Megiddo au Levant, Tell el-Amarna en Égypte, et Hattusa en Anatolie centrale. Sur ce dernier site, on a même retrouvé des fragments de traduction de l'œuvre en hittite et en hourrite. Il n'y a donc pas une seule épopée mais plusieurs variantes. Une version stabilisée de onze tablettes est rédigée vers le XIIe siècle av. J.-C. et surnommée « version standard » par les historiens. La version la plus complète est celle retrouvée à Ninive dans la « bibliothèque d'Assurbanipal » et datée du VIIe siècle av. J.-C. (on parle aussi de « version ninivite »), qui se compose de douze tablettes (la douzième tablette étant en réalité un ajout tardif sans rapport avec le récit principal), et est notre meilleure source pour connaître le déroulement du texte. En akkadien, son titre était selon l'usage mésopotamien son incipit, donc ses premiers mots : dans sa première mouture « Celui qui surpasse les autres rois » (šutur eli šarrī), puis dans sa version standard « Celui qui a tout vu » ou « Celui qui a vu les profondeurs » (ša naqba imuru), ce qui reflète une évolution entre un récit originel mettant en avant les exploits héroïques du personnage, vers un récit mettant plus en valeur la sagesse qu'il a acquise par ses aventures,,.
Je vais présenter au monde

[Celui] qui a tout vu,

Connu la terre entière (?),

Pénétré toutes choses,

Et partout exploré,

(Tout) ce qui est caché (?) !

Surdoué (?) de sagesse,

Il a tout embrassé du regard :

Il a contemplé les Secrets,

Découvert les Mystères,

Il nous (en) a (même) appris

Sur avant le Déluge !

Retour de son lointain voyage,

Exténué, mais apaisé,

Il a gravé sur une stèle

Tous ses labeurs !
— Épopée de Gilgamesh, tablette I de la version standard, trad. J. Bottéro.
L'Épopée se divise en deux parties principales. Le début présente Gilgamesh, roi tyrannique d'Uruk. Pour faire cesser ses excès, les dieux créent Enkidu, un être capable de le combattre. L'affrontement qui a finalement lieu entre les deux ne voit aucun vainqueur, et au contraire les deux deviennent des camarades. Ils accomplissent ensuite deux grands combats, repris des anciens mythes sumériens : ils défont le géant Humbaba de la Forêt de cèdres du Liban, puis le Taureau céleste envoyé par le dieu Anu à la demande de sa fille Ishtar que Gilgamesh avait éconduite brutalement. Humbaba (ou Huwawa), aux pouvoirs magiques exagérés, est un monstre aux pattes de taureau et gueule de lion. Après l'avoir tué, Gilgamesh et Enkidu repartent glorieux à Uruk avec le bois précieux. En représailles, les dieux provoquent la mort d'Enkidu. C'est le tournant de l'œuvre : après une première partie décrivant les exploits héroïques et l'amitié de Gilgamesh et Enkidu, après la mort tragique de ce dernier le récit se mue en récit d'apprentissage, décrivant la quête initiatique au bout de laquelle Gilgamesh s'éveille peu à peu à la sagesse. Mortifié par le décès de son ami cher, Gilgamesh décide de partir pour trouver un moyen d'éviter la mort. Cela l'amène sur l'île où vit l'immortel Uta-napishtim, survivant du Déluge, qui lui raconte cet événement dramatique qui a failli emporter l'humanité et lui apprend qu'il ne pourra jamais obtenir la vie éternelle. Gilgamesh rentre alors à Uruk, cherchant à mener une vie heureuse jusqu'à sa mort et à prodiguer aux mortels les savoirs obtenus au cours de ses aventures, en particulier le récit du Déluge, et plus largement refonder la civilisation autour de sa cité aux puissantes murailles, Uruk,,.
Dans l’Épopée, Gilgamesh est présenté sous des aspects assez contrastés, comme en témoigne le prologue, et d'une manière générale la première tablette. C'est un personnage assurément remarquable, au-dessus du commun des mortels. La beauté de Gilgamesh est célébrée à plusieurs reprises dans le texte. Son corps jeune et puissant présente tous les attributs qui le rendent agréable à regarder et érotique, de quoi faire tomber sous son charme la déesse Ishtar : il est « (bien) bâti » (bânu), « bon/favorable » (damqu), « vigoureux » (baštu), « voluptueux » (kuzbu, ici une sorte de magnétisme sexuel). Les hauts faits du roi d'Uruk, bien connus par la tradition mésopotamienne, sont également rappelés dans le prologue : son règne à Uruk, la construction de ses murailles, du temple d'Ishtar, ses qualités de meneur d'homme et de guerrier.
Après cette présentation élogieuse, la stature du héros est écornée : le récit bascule sur la description de la tyrannie exercée par Gilgamesh à Uruk, et du fait que ses sujets se plaignaient de ses excès auprès des dieux. Cette présentation du héros, et de la royauté, s'éloigne de la vision idyllique généralement véhiculée par les textes épiques, et plus largement par la littérature officielle mésopotamienne, lorsqu'on entend magnifier le roi-héros. En particulier Gilgamesh s'avère incapable de suivre les conseils qu'on lui donne et ne se préoccupe pas d'en prendre dans les moments de détresse, révélant alors ses failles en se faisant submerger par ses émotions, ce qui est loin de l'image idéale du roi sage et réfléchi. Il ne s'agit sans doute pas tant d'une critique de la royauté et du héros, que d'une autre manière de le rendre plus humain, imparfait, avant un récit qui alterne la description de ses exploits et de ses échecs, de ses joies et de ses souffrances. Les excès des débuts de son règne servent aussi à contraster avec son apaisement final et la sagesse avec laquelle il a exercé sa fonction après ses aventures, instaurant un ordre juste après avoir été dans un premier temps un roi à la conduite peu recommandable. Par l'acquisition de cette sagesse, puis sa transmission au reste de l'humanité, il acquiert un statut de « héros culturel » qui aide à refonder la société humaine. Cela ressort également de sa maîtrise des techniques, puisqu'en plus d'être crédité de la construction des murailles d'Uruk il forge avec l'aide d'Enkidu les armes qui l'aident à terrasser Humbaba, creuse des puits pour étancher leur soif lorsqu'ils traversent des régions désertiques, puis parvient à manœuvrer l'embarcation qui lui permet de traverser les eaux de la mort pour rejoindre l'île d'Uta-napishtim.

### Les images des exploits de Gilgamesh
Des passages de l'Épopée de Gilgamesh font probablement l'objet de représentations iconographiques, mais en l'absence d'inscriptions, il est souvent difficile de savoir avec certitude si c'est bien ce héros qui est représenté.
Sont en particulier associées à Gilgamesh les représentations de combats entre un taureau et deux héros, figurant sur des plaques en terre cuite et des sceaux-cylindres. Elles rappellent fortement le combat de Gilgamesh et d'Enkidu contre le Taureau céleste, notamment dans les cas où il s'agit d'un taureau ailé. Des plaques en terre cuite figurent le combat contre Humbaba, tandis qu'une figurine en terre cuite du musée du Louvre, représentant un héros barbu se tenant sur la tête d'un monstre pourrait représenter la conclusion de cet affrontement.

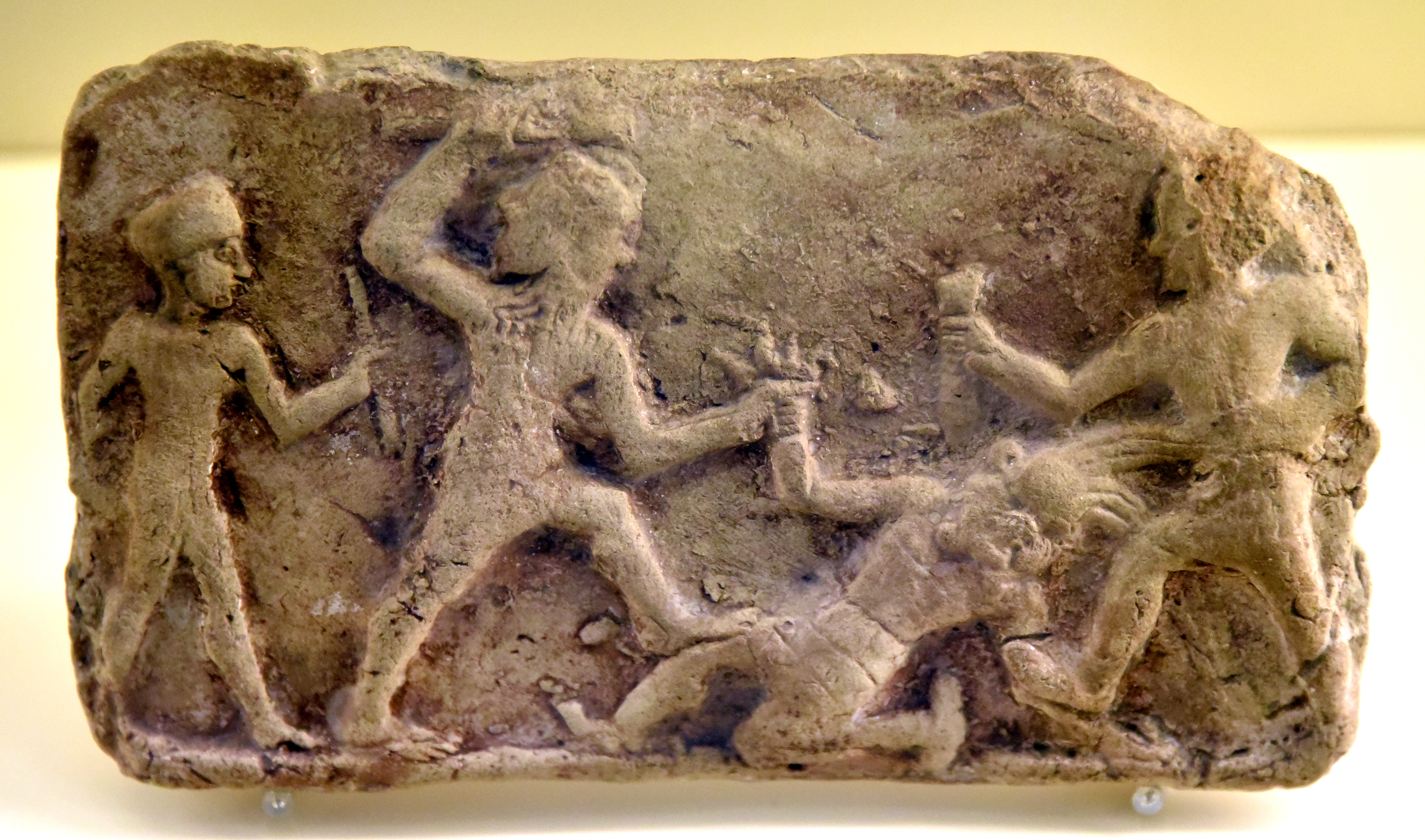
Plaque en terre cuite montrant Gilgamesh et Enkidu terrassant Humbaba. XIXe – XVIIIe siècle av. J.-C. Pergamon Museum.
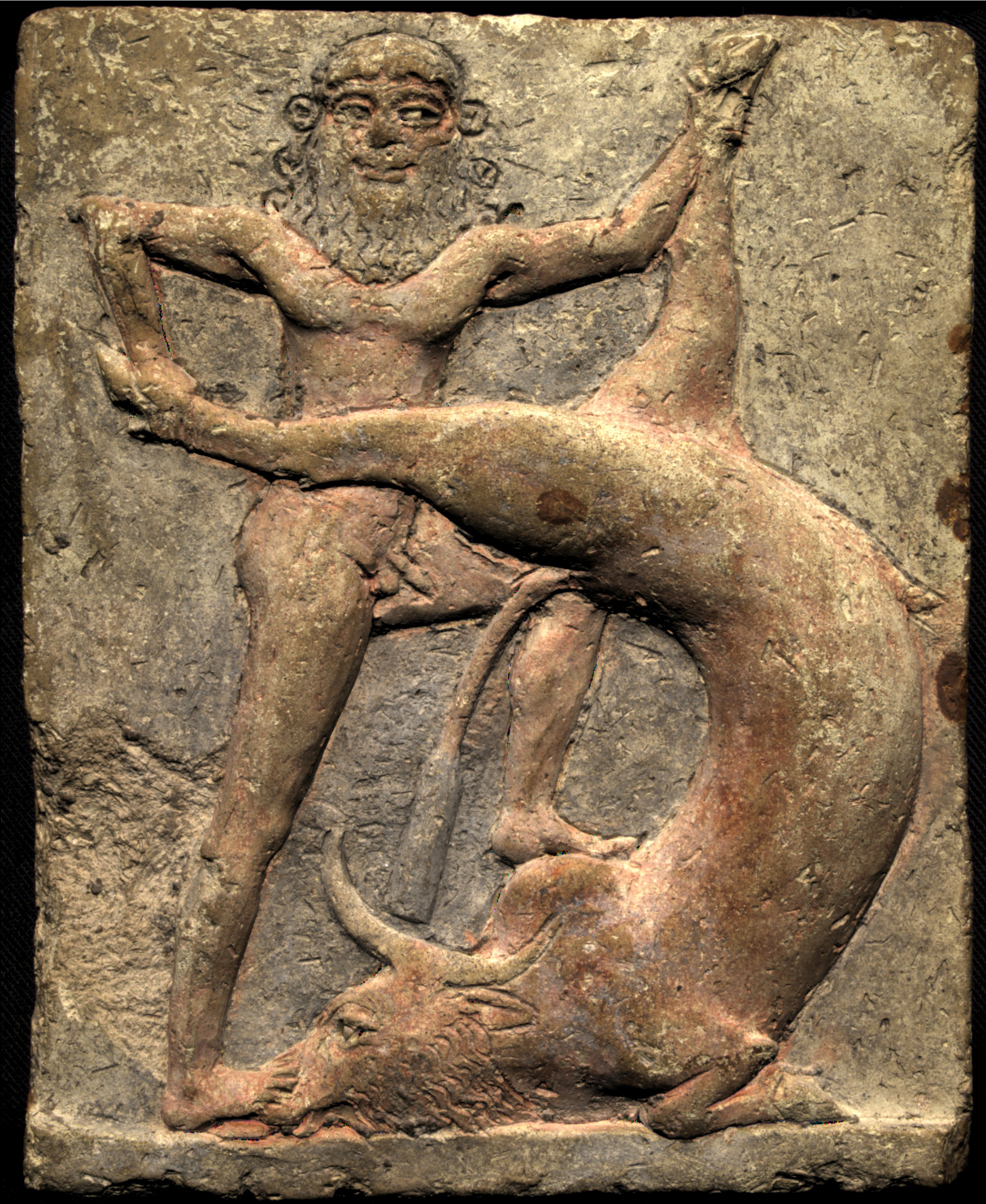
Plaque en terre cuite représentant un taureau terrassé par un héros, peut-être une représentation du combat de Gilgamesh contre le Taureau céleste. Vers 2255 et 2219 av. J.-C., Musée Art et Histoire de Bruxelles.

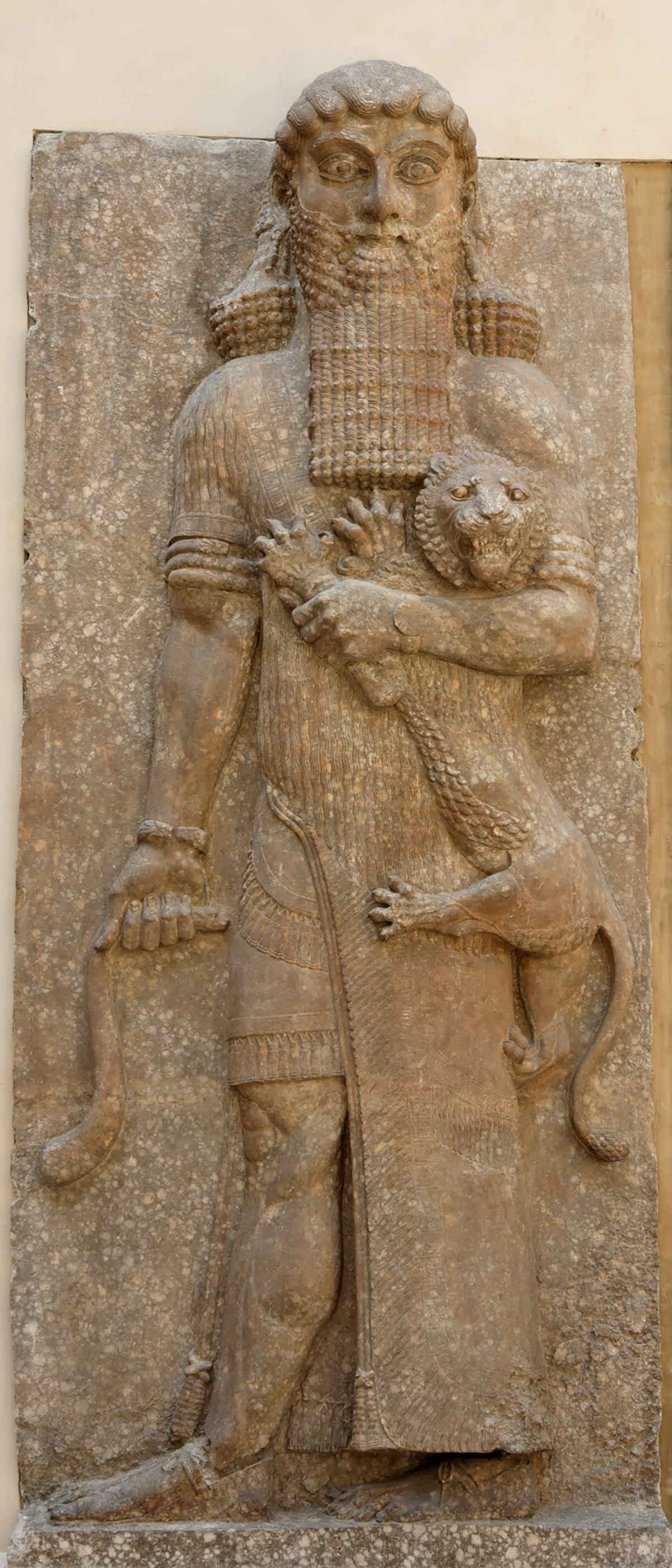
Héros maîtrisant un lion, souvent présenté comme étant Gilgamesh, mais cela reste incertain. Bas-relief de la façade N du palais de Khorsabad, fin du Musée du Louvre.

Parmi les représentations controversées se trouve notamment une sculpture du palais de Khorsabad représentant un personnage maîtrisant un lion est souvent présentée comme une image de Gilgamesh, alors que ce n'est pas assuré.
On a longtemps pensé que le héros nu aux longs cheveux représenté souvent sur des sceaux-cylindres et accompagné d'un homme-taureau représentait Gilgamesh accompagné d'Enkidu, mais il s'est avéré qu'il s'agissait probablement de la divinité protectrice Lahmu.

## Dernières allusions à Gilgamesh
Le nom de Gilgamesh et sa renommée ne sont pas oubliés après la fin de la civilisation mésopotamienne au début de notre ère. Des allusions à ce roi légendaire et à ses aventures se retrouve dans des textes antiques et médiévaux en dehors de la sphère culturelle mésopotamienne,,. On le retrouve mentionné dans des documents plus tardifs élaborés hors de Mésopotamie. Sa figure ne correspond alors que vaguement à l'image laissée par la tradition mésopotamienne :
- Gilgamesh est mentionné dans deux parchemins des Manuscrits de la mer Morte datant du Ier siècle av. J.-C., retrouvés dans la grotte 4 de Qumran, écrits en araméen. Ce personnage est un des « géants » nés de l'union entre des démons et des mortelles, symbolisant peut-être pour les sectes à l'origine de ces textes la pensée des Gentils (i.e. les Grecs), qui seraient issus de démons[93] ;
- l'influence de la figure de Gilgamesh et de son Épopée sur la littérature grecque antique est discutée : il n'y a pas d'exemple d'influence directe, mais il reste possible qu'il y ait eu une influence indirecte sur les épopées homériques et d'autres mythes grecs, quoi que ce soit indémontrable, les similitudes entre Gilgamesh et des personnages tels que Héraklès pouvant résulter de coïncidences ou du partage de motifs héroïques entre civilisations voisines[94] ;
- une œuvre grecque de l'époque romaine mentionne le héros : il s'agit du De natura animarum de Claude Élien (début IIIe siècle)[95]. Un passage de l'œuvre (XII, 21) parle du roi Seuchoros de Babylone, auquel il est fait le présage que sa sœur enfantera un garçon qui le détrônera. Il décide donc de l'enfermer dans une tour, où elle accouche d'un fils, nommé Gilgamos, que des gardes précipitent du haut de l'édifice pour le tuer. Mais un aigle le rattrape, et le confie à un jardinier qui l'élève, ce qui permet à la prophétie de s'accomplir, Gilgamos devenant roi de Babylone. Ce mythe semble faire référence à une légende relative à la naissance de Sargon d'Akkad ;
- l'Épopée de Gilgamesh a peut-être influencé le Récit de Buluqiya dans les Mille et une nuits, les héros des deux récits étant chacun un jeune roi partant à l'aventure pour obtenir l'immortalité[96].

## Gilgamesh dans la culture contemporaine
Oublié depuis la fin de la civilisation mésopotamienne aux débuts de notre ère, Gilgamesh est redécouvert après la traduction des tablettes de son épopée de la version des bibliothèques de Ninive exhumées dans la seconde moitié du XIXe siècle. Il s'agit d'une des découvertes les plus retentissantes des débuts de l'assyriologie, puisque c'est par la traduction de tablettes de l'Épopée que l'anglais George Smith redécouvre en 1872 la première version mésopotamienne du mythe du Déluge, qui marque le début des découvertes jetant un pont entre la tradition biblique et la mythologie mésopotamienne. Par la suite, la traduction complète de l'Épopée permet de redécouvrir les exploits de Gilgamesh. Cela ouvre la voie à diverses réinterprétations modernes. Gilgamesh est vu comme le plus ancien héros (littéraire) connu, rapproché des héros grecs avec lesquels il présente de nombreuses similitudes, voire comme une sorte de « proto-héros » ayant inspiré ou du moins annoncé tous les autres (les ressemblances et différences entre Gilgamesh et Héraclès, demi-dieux mortels aux exploits mémorables devenus dieux après leur mort, ont par exemple été étudiées), jusqu'aux super-héros modernes. Ses aventures deviennent une référence et l'objet de réflexions dans certaines œuvres littéraires, théâtrales, artistiques et musicales, notamment parce que certaines des thématiques du récit sont considérées comme intemporelles et universelles : combats épiques, voyages initiatiques, exploits héroïques, perte d'un être aimé, crainte de la mort, quête de l'immortalité, etc. Plus récemment il se retrouve dans la télévision ou les jeux vidéo, même s'il est loin d'être aussi connu qu'Ulysse ou le roi Arthur, du fait de la faible exposition de la mythologie mésopotamienne,,.

### Littérature

#### Épopée
- L'introduction de l'Épopée dans les programmes de sixième a induit de nombreuses réécritures, dont celle de Jacques Cassabois, (Le premier roi du monde : l'épopée de Gilgamesh, Gallimard, 2004), qui adopte une approche poétique, et celle de Stéphane Labbe (Le Récit de Gilgamesh, L'école des loisirs, 2010), qui reste plus proche des sources historiques.
- L'Épopée de Gilgamesh, par Pierre-Marie Beaude, éd. Folio 2009 (Folio Junio)  (ISBN 978-2070627615)
- Gilgamesh est le titre d'un long poème d'Anne-Marie Beeckman, publié aux éditions Pierre Mainard en 2008, où l'auteur reprend différents épisodes de la légende.
- L’Épopée de Gilgameš : le grand homme qui ne voulait pas mourir, Jean Bottéro, 1992.
- Le chant de Gilgamesh fait partie du recueil de poésie Le Chant d'Adapa, publié aux éditions Hachette, de Khireddine Mourad.
- L'épopée de Gilgamesh, publié aux éditions Berg International Editeurs,de Abed Azrié; 6e édition, juillet 2001

#### Fantasy, science-fiction et polars
- Gilgamesh est le héros du roman Jusqu'aux portes de la vie (1990) de Robert Silverberg. Dans cette histoire, s'ennuyant de l'enfer, Gilgamesh décide de retrouver la porte du monde des vivants ; ce roman fait suite à Gilgamesh, roi d'Ourouk (1989) qui reprend les principaux éléments de l'Épopée.
- Il apparaît dans le 3e tome de la saga Les Secrets de l'immortel Nicolas Flamel (tome 3 : L'ensorceleuse), de Michael Scott.
- Il est un personnage du roman Le Fantôme du Roi (Ghostking) de David Gemmel. Il y est présenté comme le Seigneur des Batailles, l'un des plus puissants guerriers de tous les temps.
- Il apparaît comme un personnage secondaire dans Le Labyrinthe magique (1980), quatrième tome du Fleuve de l'éternité, un roman de science-fiction écrit par Philip José Farmer.
- Il est aussi un personnage dans le roman Timewyrm: Genesys de John Peel, un livre tiré de l'univers de la série télévisée Doctor Who.
- Il apparaît dans la trilogie des romans de Bernard Werber Troisième Humanité, sous le nom Gill-Gah-Mesh, mini-humain ayant fui son île natale.
- Il est mentionné dans la Trilogie de Bartiméus de Jonathan Stroud.
- Il est le héros du récit de Maggie Shaine Damien l'Immortel, dans sa saga sur les vampires, où il est question de quête d'immortalité, Gilgamesh devenant le premier vampire.
- Dans "Opération Némésis\K"  (ISBN 979-1031013602) de Christophe Corvaisier, Gilgamesh est le nom de code d'un ex-apparatchik du parti Baas et celui d'une opération secrète montée avec la DGSE
- L'épopée de Gilgamesh est abondamment citée dans le roman "L'éveil de la bête" ("Beast rising") de Gregg Almquist.

#### Bande dessinée
- Gilgamesh a inspiré un personnage de super-héros du même nom de l'univers Marvel, membre d'un groupe de super-héros appelés Éternels, qui présente divers points communs avec son modèle antique et accomplit sa quête d'immortalité dans une des aventures de Captain America[101].
- Gilgamesh, manga de Shotaro Ishinomori paru dans Shōnen King entre 1976 et 1978, adapté sous le même titre en série d'animation.
- Gilgamesh II, par Jim Starlin, qui mélange la genèse de Superman et l'épopée de Gilgamesh
- Il apparaît comme un tyran dans un volume de la série de bandes dessinées Bob et Bobette de Willy Vandersteen, L'Arche de Babylone (1980), contre lequel lutte le héros du Déluge, Ut-napishtim.
- Gilgamesh, de Gwen de Bonneval et Frantz Duchazeau, suit l'histoire de l'Épopée (2 tomes parus : Le Tyran et Le Sage).
- Gilgamesh est représenté dans les manga Fate Stay night et Fate Zero, comme représentant de la classe Archer.
- Les amants de Shamhat, de Charles Berberian, Futuropolis / Le Louvre, 2021.
- L'épopée de Gilgamesh, de Steven Duda, éditions Néreïah. Roman graphique de l'épopée en 4 tomes : Uruk (2018), Les pays des Cèdres (2019), Ishtar (2021),  Immortalité (2023).

### Arts plastiques
- L'artiste Anselm Kiefer publie en 1981 des livres de photographies peintes Gilgamesh und Enkidu im Zedernwald (Gilgamesh et Enkidu dans la forêt des cèdres), suivant une histoire très librement inspirée par un passage de l'Épopée.
- L'artiste Édouard Detmer qui a également réalisé la place Petrucciani à Paris, a réalisé une sculpture en serpentine du Zimbabwe en 1996 représentant Gilgamesh.

### Musique, danse, théâtre
- L'Épopée de Gilgamesh a inspiré des cantates, ballets et opéras, parmi lesquels : Gilgameš de Bohuslav Martinů en 1955, Gilgamesz d'Augustyn Bloch en 1969, ou encore Gilgamesh de Per Nørgård en 1971.
- Gilgamesh est le nom d'un groupe de rock progressif britannique formé en 1972, dissous en 1978 et affilié à l'École de Canterbury.
- Girugämesh (prononcé comme Gilgamesh) désigne également un groupe de visual kei japonais.
- Gilgamesh, ballet de Alexandre Danilevski.
- Fragments d'argile - Gilgamesh, pièce de théâtre inspirée de L'Épopée de Gilgamesh et d'un ensemble de mythes dérivés de Tarek Riahi, faite en arabe classique en 2012 et présentée pour la première fois au Théâtre National Marocain.
- L'Épopée de Gilgamesh, d'Abed Azrié, musicien et chanteur syrien.
- En attendant l'Autre, inspiré de la légende de Gilgamesh, pièce créée en 2003 par le chorégraphe Michel Hallet Eghayan en collaboration avec le Paléoanthropologue Pascal Picq[102],[103].
- Le groupe de métal chrétien Tourniquet a écrit une chanson : The Tomb of Gilgamesh, sur l'album Microscopic View of a Telescopic Realm sorti en 2000.
- Le compositeur belge Bert Appermont a composé une Symphonie no 1 : Gilgamesh pour orchestre d'harmonie.
- En 2019, le chorégraphe Akram Khan crée un ballet appelé Outwitting the devil (Tromper le diable, se jouer de lui) inspiré d'une tablette en argile retrouvée en Irak en 2011 traîtant de l'épopée de Gigalmesh[104].
- Dans l'album Post-Apocalypto de Tenacious D il est fait référence à Gilgamesh.

### Jeux vidéo
- Dans la série Final Fantasy, Gilgamesh est :
  - dans Final Fantasy I, un mini-boss d'un donjon dans la version Game Boy Advance ;
  - dans Final Fantasy V, un ennemi récurrent ayant son propre thème musical ;
  - dans Final Fantasy VI, un nouvel esper dans la réédition GBA ;
  - dans Final Fantasy VII rebirth, il est le bretteur excentrique venant d'outre-monde et souhaite récupérer les pièces de son armure Genji[105].
  - dans Final Fantasy VIII, un allié faisant figure de Guardian Force qui prend la place d'Odin. Il apparaît aléatoirement au fil des combats et dispose de quatre attaques différentes ;
  - dans Final Fantasy IX, "4 bras" vous avouera être Gilgamesh après avoir obtenu le rang S de Chasseur de trésors ;
  - dans Final Fantasy XI, un des serveurs hébergeant le monde de Vana'diel, ainsi qu'un pirate célèbre, membre éminent du village corsaire de Norg ;
  - dans Final Fantasy XII, un ennemi puissant faisant partie d'une quête secondaire, accompagné du molosse Enkidu, aussi tiré de la mythologie sumérienne ;
  - dans Final Fantasy XIII, le nom d'une des boutiques virtuelles, spécialisée dans la vente d'armes puissantes mais handicapantes et de composants coûteux pour l'évolution des armes ;
  - dans Final Fantasy XIII-2, le nom d'un familier, à combattre dans le Colisée (après avoir acheté le contenu téléchargeable correspondant) ;
  - dans Final Fantasy XIV, un personnage faisant partie d'une des intrigues des quêtes secondaires du Gentilhomme Détective et cherchant à récupérer de puissantes armes. Enkidu y est représenté en tant que poulet à la couleur verte.
  - dans Final Fantasy XV, il est le grand maréchal du Lucis et le maître d'armes de la garde royal du royaume. Il est possible de l'affronter dans le DLC épisode Gladiolus il est représenté en gigantesques guerrier fantôme, Enkidu est quant à lui un griffon que l'on affronte à mi-parcours.
- Gilgamesh est le dirigeant de la nation sumérienne dans Civilization III: Conquests.
- Gilgamesh est également un dirigeant de Civilization IV: Beyond the Sword.
- Gilgamesh est le dirigeant de la civilisation sumérienne dans Civilization VI.
- Gilgamesh figure dans le jeu vidéo Empire Earth.
- Il y a également une allusion au héros Gilgamesh dans le jeu Tales of Symphonia ; Zélos obtient ce titre lorsqu'il combat avec l'armure de ce roi de jadis.
- Gilgamesh est encore un des plus puissants esprits héroïques de la franchise Fate, et apparaît sous différents traits dans le jeu mobile Fate/Grand Order. Référence directe aux mythes et à l'histoire car les servants du manga et du roman sont issus de héros légendaires, réels ou non (le Roi Arthur, Heraclès, etc.).
- Dans le jeu Serious Sam : Second Contact, Sam, le héros, doit traverser Persépolis et notamment les fameuses cours et le temple de Gilgamesh.
- Gilgamesh est le héros du jeu d'arcade The Tower of Druaga de Namco.
- Dans Devil May Cry 4, l'une des armes de Dante porte le nom de Gilgamesh.
- Dans Hades, l'un des aspects des gants de Zagreus porte le nom de Gilgamesh.
- Dans Smite, Gilgamesh fait son apparition (courant avril) parmi les Dieux et Héros.
- Dans le mod "Joost Mod" pour Terraria dans lequel on affronte Gilgamesh en tant que boss avec ses côtés Enkidu son allié.

### Télévision
- L'Épopée de Gilgamesh est mentionnée dans l'épisode Darmok (deuxième épisode de la cinquième saison, 1991) de la série Star Trek : La Nouvelle Génération[106].
- Dans Batman, Gilgamesh est le nom de l'expérience menant à la création de Bane.
- Histoire avec Humbaba citée dans American Dad, saison 12, épisode 7 (Ninety North, Zero West).
- Dans les déclinaisons en anime de la série Fate (Fate 2006/Fate Zero/Fate Stay Night Unlimited Blade Works/Fate Stay Night Heaven's Feel/Fate Grand Order/Fate Strange Fake), le personnage de Gilgamesh apparaît à plusieurs reprises, jouant dans plusieurs cas un rôle majeur dans l'intrigue.

### Dictionnaires spécialisés
- (en) Jeremy Black et Anthony Green, Gods, Demons and Symbols of Ancient Mesopotamia, Londres, 1998
- (en) Douglas R. Frayne et Johanna H. Stuckey, A handbook of gods and goddesses of the ancient Near East : Three thousand deities of Anatolia, Syria, Israel, Sumer, Babylonia, Assyria, and Elam, University Park, Eisenbrauns, The Pennsylvania State University, 2021

### Épopée de Gilgamesh
- Jean Bottéro, L’Épopée de Gilgameš : le grand homme qui ne voulait pas mourir, Gallimard, coll. « L'aube des peuples », 1992
- Raymond-Jacques Tournay et Aaron Schaffer, L’Épopée de Gilgamesh, Paris, Le Cerf, coll. « Littératures anciennes du Proche-Orient », 1994
- (en) Andrew R. George, The Epic of Gilgamesh : A New Translation, Oxford, Penguin Classics, 1999
- (en) Andrew R. George, The Babylonian Gilgamesh Epic : Introduction, Critical Edition and Cuneiform Texts, Oxford, Oxford University Press, 2003 (2 volumes)
- (en) Benjamin R. Foster (éd.), The Epic of Gilgamesh, New York, W. W. Norton, 2019

### Études sur Gilgamesh
- Paul Garelli (dir.), Gilgameš et sa légende : études recueillies par Paul Garelli à l'occasion de la VIIe rencontre assyriologique internationale (Paris, 1958), Klincksieck, coll. « Cahiers du groupe François Thureau-Dangin », 1960
- Tomáš Mařík, « Qui êtes vous, Monsieur Gilgamesh ? », dans Petr Charvát, Bertrand Lafont, Jana Mynářová et Lukáš Pecha (dir.), L’État, le pouvoir, les prestations et leurs formes en Mésopotamie ancienne : Actes du Colloque assyriologique franco-tchèque. Paris, 7-8 novembre 2002, Prague, Univerzita Karlova v Praze, 2006 (lire en ligne), p. 33-42.
- (de) Walther Sallaberger, Das Gilgamesch-Epos : Mythos, Werk und Tradition, Munich, C. H. Beck, 2008.
- (de + en) Hans Ulrich Steymans (dir.), Gilgamesch. Ikonographie eines Helden/Gilgamesh. Epic and Iconography, Göttingen et Fribourg, Vandenhoeck & Ruprecht / Academic Press Fribourg, coll. « Orbis Biblicus et Orientalis » (no 245), 2010
- (en) Theodore Ziolkowski, Gilgamesh Among Us : Modern Encounters With the Ancient Epic, Ithaca, Cornell University Press, 2011, 226 p. (ISBN 978-0-8014-5035-8)
- Véronique Grandpierre, Gilgamesh & Co : Rois légendaires de Sumer, Paris, CNRS, 2019
- (en) Louise M. Pryke, Gilgamesh, Londres et New York, Routledge, 2019.
- « L'Épopée de Gilgamesh, Voyage initiatique en Mésopotamie », Mythologie(s) Magazine, vol. 49,‎ juillet-août-septembre 2022, p. 24-107